# The Adventures of Rocky and Bullwinkle and Friends
The Adventures of Rocky and Bullwinkle and Friends est un jeu vidéo de plates-formes développé par Imagineering sur Game Boy et Radical Entertainment sur NES, édité par THQ en 1992. Le jeu est porté par Imagineering un an après sur Super Nintendo et Mega Drive.
Le jeu est basé sur le dessin animé The Rocky and Bullwinkle Show.